# Last Dance (Donna Summer)
"Last Dance" is een nummer van de Amerikaanse zangeres Donna Summer. Het nummer werd uitgebracht op de soundtrack van de film Thank God It's Friday uit 1978. Op 2 juli van dat jaar werd het nummer uitgebracht als de tweede single van het album.

## Achtergrond
"Last Dance" is geschreven door Paul Jabara en geproduceerd door Jabara, Giorgio Moroder en Bob Esty. Summer speelt in de film Thank God It's Friday een zangeres met aspiraties. Zij brengt de instrumentale versie van het nummer een discotheek binnen in de hoop dat de diskjockey het wil spelen en haar laat zingen. Gedurende het grootste deel van de film weigert de diskjockey de single in ontvangst te nemen, maar uiteindelijk draait hij het toch. Het optreden van Summer wordt goed ontvangen bij het publiek.
Volgens Esty werd Summer door Jabara opgesloten in een hotel in Puerto Rico en dwong hij haar om te luisteren naar een cassettebandje met een vroege versie van "Last Dance". Summer vond het nummer goed en Jabara vroeg aan Esty om met hem aan een arrangement te werken zodat Summer het op kon nemen. Zo werden er een aantal akkoorden gewijzigd en werd het refrein een aantal keer herhaald. Ook werd er een brug toegevoegd en werd er een balladachtige intro toegevoegd, die in het midden van het nummer werd herhaald. Summer nam het nummer in een dag op met Esty, die de achtergrondzang verzorgde. Diezelfde avond nam Summer met Moroder echter een nieuwe versie op die exact hetzelfde klonk, waarbij hij Esty geen toegang tot de sessie verleende. Alhoewel Esty meerdere ideeën aan het nummer heeft bijgedragen, wordt hij niet genoemd als schrijver.
"Last Dance" is een van de eerste disconummers die ook langzame stukken bevat. Het begint als ballad; de lange versie die op de soundtrack verscheen heeft ook een langzaam stuk in het midden. Op de single is dit stuk niet te horen. Er zijn twee versies die het meest te horen zijn: ofwel de originele single-edit met een lengte van 3 minuut 21, of de langere versie die in 1979 op het verzamelalbum On the Radio: Greatest Hits Volumes 1 & 2 met een lengte van 4 minuut 56.
"Last Dance" werd een grote hit. In de Amerikaanse Billboard Hot 100 behaalde het de derde plaats, terwijl in de UK Singles Chart plaats 51 werd bereikt. Ook in Canada en Nieuw-Zeeland behaalde de single de top 10. In Nederland kwam het tot de achtste plaats in de Top 40 en de tiende plaats in de Nationale Hitparade; na het overlijden van Summer in 2012 keerde het kortstondig terug in de Single Top 100 op plaats 45. In Vlaanderen behaalde de single de negende plaats in de voorloper van de Ultratop 50. De single won in 1978 een Oscar in de categorie beste originele nummer. Ook won het in 1979 twee Grammy Awards in de categorieën Best R&B Song en Best Female R&B Vocal Performance. Ook won het een Golden Globe in de categorie beste filmsong.

## Hitnoteringen

### Nederlandse Top 40
| Hitnotering: 01-07-1978 t/m 09-09-1978 | Hitnotering: 01-07-1978 t/m 09-09-1978 | Hitnotering: 01-07-1978 t/m 09-09-1978 | Hitnotering: 01-07-1978 t/m 09-09-1978 | Hitnotering: 01-07-1978 t/m 09-09-1978 | Hitnotering: 01-07-1978 t/m 09-09-1978 | Hitnotering: 01-07-1978 t/m 09-09-1978 | Hitnotering: 01-07-1978 t/m 09-09-1978 | Hitnotering: 01-07-1978 t/m 09-09-1978 | Hitnotering: 01-07-1978 t/m 09-09-1978 | Hitnotering: 01-07-1978 t/m 09-09-1978 | Hitnotering: 01-07-1978 t/m 09-09-1978 | Hitnotering: 01-07-1978 t/m 09-09-1978 |
| Week                                   | 1                                      | 2                                      | 3                                      | 4                                      | 5                                      | 6                                      | 7                                      | 8                                      | 9                                      | 10                                     | 11                                     |                                        |
| -------------------------------------- | -------------------------------------- | -------------------------------------- | -------------------------------------- | -------------------------------------- | -------------------------------------- | -------------------------------------- | -------------------------------------- | -------------------------------------- | -------------------------------------- | -------------------------------------- | -------------------------------------- | -------------------------------------- |
| Positie                                | 28                                     | 21                                     | 16                                     | 11                                     | 9                                      | 8                                      | 8                                      | 12                                     | 18                                     | 26                                     | 39                                     | uit                                    |

### Nationale Hitparade/Single Top 100
| Hitnotering week 1 t/m 12: 01-07-1978 t/m 16-09-1978 Hitnotering week 13 t/m 14: 19-05-2012 t/m 26-05-2012 | Hitnotering week 1 t/m 12: 01-07-1978 t/m 16-09-1978 Hitnotering week 13 t/m 14: 19-05-2012 t/m 26-05-2012 | Hitnotering week 1 t/m 12: 01-07-1978 t/m 16-09-1978 Hitnotering week 13 t/m 14: 19-05-2012 t/m 26-05-2012 | Hitnotering week 1 t/m 12: 01-07-1978 t/m 16-09-1978 Hitnotering week 13 t/m 14: 19-05-2012 t/m 26-05-2012 | Hitnotering week 1 t/m 12: 01-07-1978 t/m 16-09-1978 Hitnotering week 13 t/m 14: 19-05-2012 t/m 26-05-2012 | Hitnotering week 1 t/m 12: 01-07-1978 t/m 16-09-1978 Hitnotering week 13 t/m 14: 19-05-2012 t/m 26-05-2012 | Hitnotering week 1 t/m 12: 01-07-1978 t/m 16-09-1978 Hitnotering week 13 t/m 14: 19-05-2012 t/m 26-05-2012 | Hitnotering week 1 t/m 12: 01-07-1978 t/m 16-09-1978 Hitnotering week 13 t/m 14: 19-05-2012 t/m 26-05-2012 | Hitnotering week 1 t/m 12: 01-07-1978 t/m 16-09-1978 Hitnotering week 13 t/m 14: 19-05-2012 t/m 26-05-2012 | Hitnotering week 1 t/m 12: 01-07-1978 t/m 16-09-1978 Hitnotering week 13 t/m 14: 19-05-2012 t/m 26-05-2012 | Hitnotering week 1 t/m 12: 01-07-1978 t/m 16-09-1978 Hitnotering week 13 t/m 14: 19-05-2012 t/m 26-05-2012 | Hitnotering week 1 t/m 12: 01-07-1978 t/m 16-09-1978 Hitnotering week 13 t/m 14: 19-05-2012 t/m 26-05-2012 | Hitnotering week 1 t/m 12: 01-07-1978 t/m 16-09-1978 Hitnotering week 13 t/m 14: 19-05-2012 t/m 26-05-2012 | Hitnotering week 1 t/m 12: 01-07-1978 t/m 16-09-1978 Hitnotering week 13 t/m 14: 19-05-2012 t/m 26-05-2012 | Hitnotering week 1 t/m 12: 01-07-1978 t/m 16-09-1978 Hitnotering week 13 t/m 14: 19-05-2012 t/m 26-05-2012 | Hitnotering week 1 t/m 12: 01-07-1978 t/m 16-09-1978 Hitnotering week 13 t/m 14: 19-05-2012 t/m 26-05-2012 | Hitnotering week 1 t/m 12: 01-07-1978 t/m 16-09-1978 Hitnotering week 13 t/m 14: 19-05-2012 t/m 26-05-2012 |
| Week | 1 | 2 | 3 | 4 | 5 | 6 | 7 | 8 | 9 | 10 | 11 | 12 | | 13 | 14 | |
| --- | --- | --- | --- | --- | --- | --- | --- | --- | --- | --- | --- | --- | --- | --- | --- | --- |
| Positie | 49 | 31 | 18 | 18 | 10 | 14 | 11 | 13 | 14 | 24 | 29 | 48 | uit | 97 | 45 | uit |

### NPO Radio 2 Top 2000
| Nummer met noteringen in de NPO Radio 2 Top 2000 | '99  | '00  | '01  | '02  | '03  | '04  | '05 | '06  | '07  | '08  | '09-'11 | '12  | '13  | '14  |
| ------------------------------------------------ | ---- | ---- | ---- | ---- | ---- | ---- | --- | ---- | ---- | ---- | ------- | ---- | ---- | ---- |
| Last Dance                                       | 1242 | 1677 | 1378 | 1592 | 1566 | 1799 | -   | 1779 | 1822 | 1804 | -       | 1790 | 1902 | 1979 |

1. ↑  Een '-' betekent dat het nummer niet was genoteerd en een vetgedrukt getal geeft de hoogste notering aan.
2. ↑  Deze tabel is bijgewerkt tot en met de laatste editie (2024).